# Miguel Silva
João Miguel Macedo Silva (ur. 7 kwietnia 1995 w Guimarães) – portugalski piłkarz grający na pozycji bramkarza. W sezonie 2020/2021 występuje w klubie APOEL FC.

## Kariera klubowa
Silva jako junior grał w CD Ponte (2006-2009), Vizeli, (2009-2013) i w Vitórii Guimarães (2013-2014). Na sezon 2014/2015 Portugalczyka awansowano do drużyny B Vitórii. Zagrał tam w 12 spotkaniach, zaliczając 7 czystych kont. Po tym sezonie Silva trafił do pierwszej drużyny Vitórii SC, gdzie przez 5 lat gry wystąpił 90 razy, nie wpuszczając bramki w 20 meczach. W lipcu 2020 roku Portugalczyk podpisał kontrakt z APOEL-em Nikozja. Do 12 lutego 2012 zagrał tam w 23 spotkaniach i zaliczył 7 czystych kont.

## Kariera reprezentacyjna
| Reprezentacja                 | Mecze | Wpuszczone gole | Czyste konta |
| ----------------------------- | ----- | --------------- | ------------ |
| Reprezentacja Portugalii U-21 | 2     | 4               | 0            |
| Portugalia na LIO 2016        | 1     | 0               | 1            |